# 남오세티야의 국장

남오세티야의 국장

남오세티야의 국장은 1998년에 제정되었다. 국장의 원형은 북오세티야 공화국의 국장이며, 국장의 디자인은 조지아의 과학자였던 바후슈티 바그라티오니 왕자가 1735년에 디자인한 문장이다.
빨간색 원 안에는 일곱 개의 하얀색 산과 검은색 점이 박힌 노란색 표범이 그려져 있다.
원 주변에는 남오세티야의 국기를 구성하는 색인 빨간색, 하얀색, 노란색 세 가지 색을 가진 두 개의 원이 그려져 있으며, 원 주변에는 남오세티야의 공식 명칭인 "남오세티야 공화국"이라는 문구가 쓰여져 있는데, 바깥쪽 상단에는 러시아어 ("Республика Южная Осетия")로, 바깥쪽 하단에는 오세트어 ("Республикæ Хуссар Ирыстон")로 쓰여져 있다.

## 같이 보기
- 남오세티야의 국기